# Karácsonyikaktusz

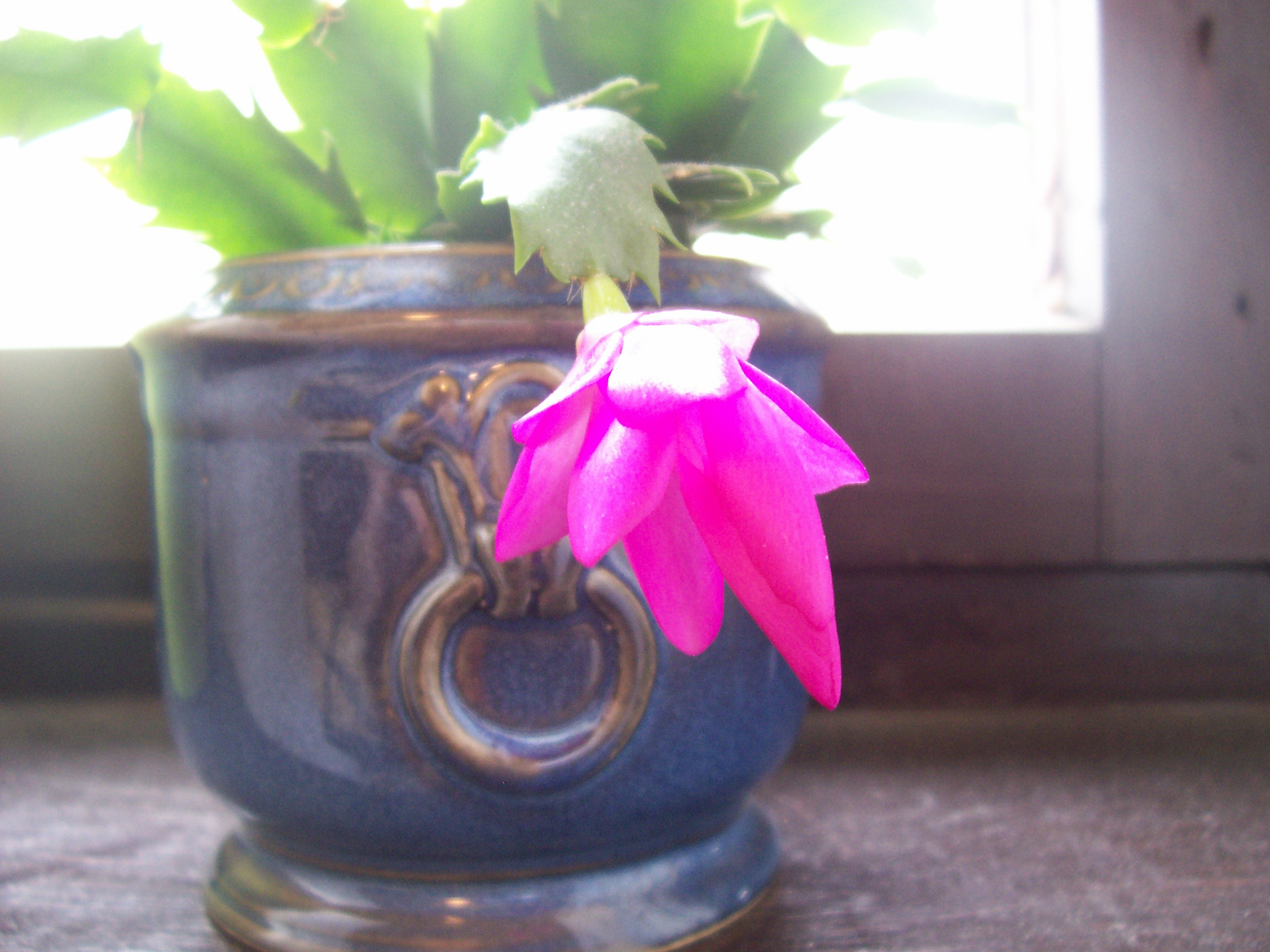
Hálaadásikaktusz virágzás közben

A karácsonyikaktuszok közé a Schlumbergera (korábban Zygocactus) nemzetség epifita kaktuszfajai mellett a Hatiora gaertneri faj tartozik. A karácsonyikaktusz korábbi neve Zygocactus truncatus volt, helytelenül Epiphyllum truncatum néven is forgalmazták.
Kedvelt szobanövények, mert fejlett töveik minden évben karácsony táján virágoznak. Fontos, hogy a szorosabb értelemben vett karácsonyikaktuszt (Schlumbergera × buckleyi) ne keverjük össze a hálaadásikaktusszal (Schlumbergera truncata) és a húsvétikaktusszal (Hatiora gaertneri). A hálaadásikaktusz levelei széle "fűrészes", a karácsonyié "sima, lekerekített". A húsvétikaktusz virága pedig nem olyan összetett, mint a karácsonyikaktuszé. 

## Élőhely
Brazíliából származnak, ahol a trópusi, vagy szubtrópusi őserdők fáin élnek. Gyökereikkel az ágak elágazásaiban és a fakéreg repedéseiben összegyűlő - sokszor igen kevés - szerves anyagból táplálkoznak.
Lakásban tartva ezek a kaktuszok nem szeretik a túl száraz levegőt, a nagy hőingadozást és a változó környezetet. Nem kedvelik a tűző napot.
Télen nem túlfűtött, de nem is fűtetlen helyen, fényhez közel, kissé párás helyen érzik jól magukat.

## Rendszertan, felépítés

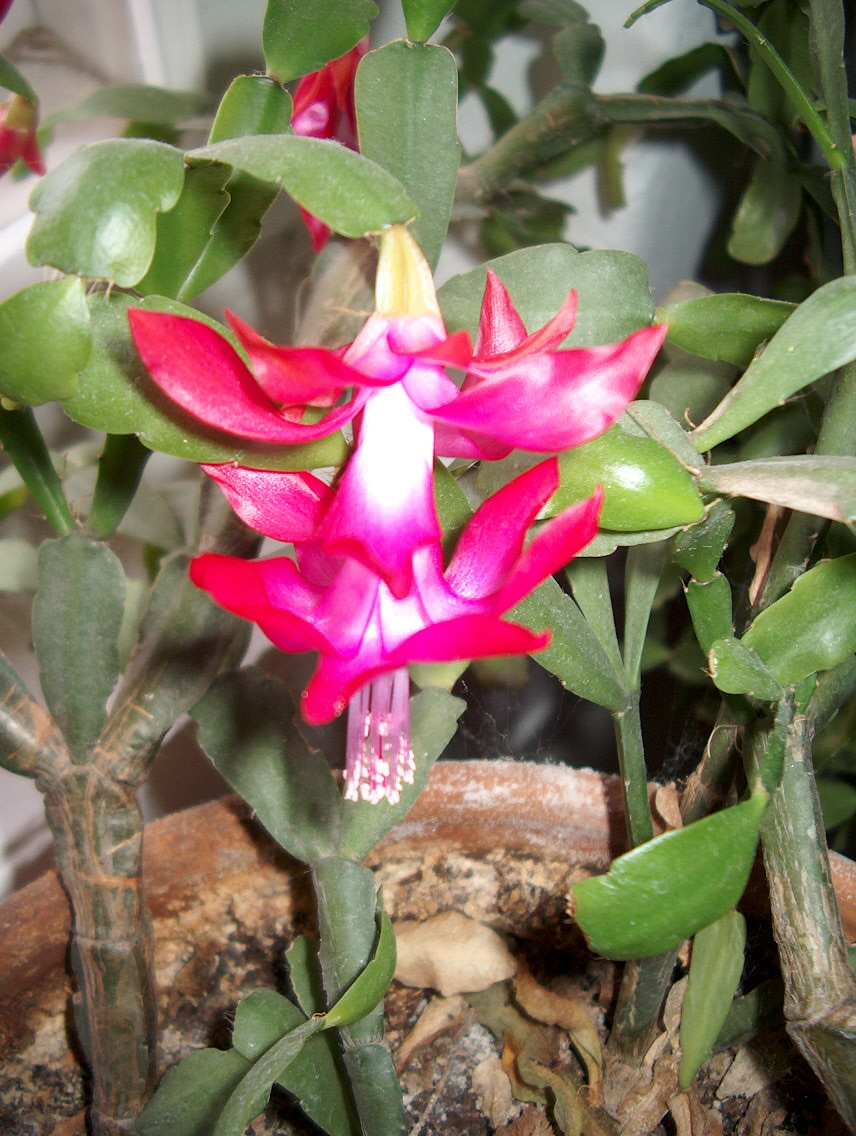
Karácsonyikaktusz

A karácsonyikaktuszokat a kaktuszfélék Cactoideae ("Valódi kaktuszok") alcsaládjának Rhipsalideae nemzetségcsoportjába sorolták be. Eredeti termőhelyükön hat fajukat különítették el, de mivel ezek egymással jól beporozhatók, a kereskedelemben szinte mindig hibridjeikkel találkozhatunk; főleg a lila, a cseresznyepiros, a rózsaszín és a fehér virágú változatokkal.
Kis termetű, sűrűn elágazó cserje, kb. 30 cm-esre nő meg.
Szártagjai laposak, erősen fogazott címerpajzs alakúak, elágazó füzérekben sorakoznak. Egy-egy szártag kb. 4,5 cm hosszú és kb. 2,5 cm széles. Kezdetben felfelé ívelnek, de később a többi szártag kifejlődése után lehajlanak.
Tövisei nincsenek, a szártagok ízeinél 1-3 finom, rövid sörte fejlődik ki. Virágzási ideje hosszan elnyúlhat: ha jól érzi magát, októbertől akár februárig is hozhatja a hajtások csúcsán nyíló virágait. A virágok hossza 6–8 cm.

## Tartása
Mivel meglehetősen igénytelen növény, sokféle hibás kezelést is képes elviselni. Magyar nevét azért kapta, mert megfelelő körülmények között tartva karácsony táján virágzik. Ha ezt akarjuk, július-augusztusban kevés vizet és tápanyagot adjunk neki. Ezalatt az új levelek beérnek, és végükben virágkezdemények alakulnak ki. Imitálni tudjuk a természetes élőhelyét, ha nyáron lombos fa ágai közé akasztjuk a cserepet.
Ősztől, kb. 15 °C-os hőmérsékleten csak mérsékelten öntözzük, de a bimbók megjelenéséig rendszeresen párásítsuk. Virágzás alatt bővebben öntözzük és tápoldatozzuk. Arra kell csak figyelnünk, hogy 22 °C fölé ne menjen a hőmérséklet, mert melegben a virágzás kb. két hétre rövidülhet.
A fejlődő növényt ne forgassuk; legjobb ennek érdekében a cserepet megjelölni. Virágzás után a növény elveszti fényét, ami a kb. két hónapig tartó nyugalmi időszak elejét jelzi.
Házilag könnyen szaporítható, ezért hálás növény. Amikor a virágzást követő tavasszal fejlődni kezd, tehát ledobott virágai helyén új levélkezdemények jelennek meg, akkor 2-2 ízközös hajtásait válasszuk le a régi tőről, és tűzdeljük őket homok és rostos tőzeg keverékébe. Szobaablakban rendszeresen párásítsuk szaporítványainkat! Ha meggyökeresedtek, elkezdhetjük óvatosan tápoldatozni, ami után át is ültethetjük őket.
Kevés kártevője ismert. A fehér gyapjasmoly megjelenése túl száraz környezetre vall. Kézi tisztogatással és esőztető, lágy vizes öntözéssel ez többnyire megszüntethető. Ápoláskor jusson eszünkbe szülőhazája és természetes környezete!
A rothadásra nagyon érzékeny: ne hagyjuk, hogy a víz megálljon alatta!